# La Remuée
La Remuée – miejscowość i gmina we Francji, w regionie Normandia, w departamencie Sekwana Nadmorska.
Według danych na rok 1990 gminę zamieszkiwało 861 osób, a gęstość zaludnienia wynosiła 122 osoby/km² (wśród 1421 gmin Górnej Normandii La Remuée plasuje się na 280. miejscu pod względem liczby ludności, natomiast pod względem powierzchni na miejscu 532.).